# Мэйз (тюрьма)
Её Вели́чества тюрьма́ Мэйз (англ. Her Majesty's Prison Maze/Maze Prison/The Maze/The H Blocks/Long Kesh) — тюрьма в Северной Ирландии, ныне не используемая, а ранее, в период Конфликта в Северной Ирландии, принимавшая полувоенных заключённых. Расположена на окраинах Лисберна. Происходившие в ней события Ирландской голодовки 1981 года сильно повлияли на историю Ирландии.
История тюрьмы началась с серии арестов, проходивших в 1971—1972 гг, и размещения их в лагере Long Kesh, ранее использовавшемся Королевскими военно-воздушными силами Великобритании. В 1976—1978 годах на территории были построены 8 блоков, напоминавших букву «H», в которые были размещены заключённые, число которых дошло уже до полутора тысяч; в это же время был отменён Special Category Status, что приравняло заключённых к обыкновенным преступникам и вызвало их протесты. Например, в рамках одеяльного протеста заключённые носили вместо тюремной одежды постельное бельё. Когда это не помогло, заключённые перешли к «грязному» протесту — разламывали мебель, измазывали собственными фекалиями стены. Когда и это не помогло, заключённые перешли к голодовкам. В 1981 году в рамках голодовки умерло 10 заключённых, в том числе её зачинщик Бобби Сэндс, который в ходе голодовки был избран в Парламент Великобритании от района Фермана; однако и это не помогло.
23 сентября 1983 года из тюрьмы сбежало 38 заключённых, что стало самым большим побегом в истории Великобритании. В рамках операции был захвачен тюремный грузовик. Один из охранников скончался в результате побега от сердечного приступа, 6 офицеров получили ранения.
Половина заключённых была в итоге вновь поймана. Один из сбежавших в 1984 году участвовал в подготовке бомбардировки Брайтона. Прочие побеги из тюрьмы оказались неуспешны (например, попытка в 1984 году закончилась гибелью заключённого).
В 1983—1994 годах правительство всё же произвело изменения, согласно которым специальный статус был вновь предоставлен фактически во всём — кроме названия.
27 декабря 1997 года в тюрьме заключёнными был убит Билли Райт, член Лоялистских добровольческих сил, причастный к убийствам многих католиков. В Билли выстрелили минимум трижды, после чего убийцы сдали оружие священнику и признались в содеянном.
Закрытие тюрьмы предусматривалось Белфастским соглашением.
В 2000 году тюрьма была закрыта, 30 октября 2006 года начались работы по её снесению, однако они были прерваны.
По сообщению журнала «Вокруг Света» в рубрике «Досье преступлений империализма», в тюрьме в 1983 году пребывали 1300 человек, из них 323 — на пожизненный срок; средний возраст заключённых — 26 лет.